# Vuelta al País Vasco 1986

La XXVI Vuelta al País Vasco, disputada entre el 7 de abril y el 11 de abril de 1986, estaba dividida en 5 etapas para un total de 787,7 km.
Participaron los 10 equipos profesionales españoles (Reynolds, Kelme, Teka, Zor BH, Zahor, Seat Orbea, Larios Fagor, Kas, Colchón CR y Dormilón) y 4 equipos extranjeros (Panasonic, La Vie Claire, PDM y Ecoflam-Jolly).
El vencedor final resultó ser el máximo favorito, el irlandés Sean Kelly, que repitia su triunfo de 1984.

## Etapas
| Etapa              | Fecha    | Recorrido         | km         | Vencedor de la Etapa | Líder de la general |
| ------------------ | -------- | ----------------- | ---------- | -------------------- | ------------------- |
| 1ª etapa           | 07/04/86 | Anzuola - Anzuola | 167        | Maurizio Rossi       | Maurizio Rossi      |
| 2ª etapa           | 08/04/86 | Anzuola - Ibardin | 165        | Martin Earley        | Maurizio Rossi      |
| 3ª etapa           | 09/04/86 | Arre - Oyón       | 96         | Sean Kelly           | Maurizio Rossi      |
| 4ª etapa           | 10/04/86 | Oyón - Bilbao     | 192        | Anselmo Fuerte       | Maurizio Rossi      |
| 5ª etapa (1º Sec.) | 11/04/86 | Bilbao - Andoáin  | 149        | Sean Kelly           | Maurizio Rossi      |
| 5ª etapa (2º Sec.) | 11/04/86 | Andoáin - Andoáin | 18,7 (CRI) | Sean Kelly           | Sean Kelly          |

## Clasificaciones
| \| 1. \| Sean Kelly KAS \| 20h 21' 53s \| \| 2. \| Maurizio Rossi ECO \| a 18s \| \| 3. \| Federico Etxabe TEK \| a 1' 08s \| \| 4. \| Anselmo Fuerte ZOR \| a 1' 12s \| \| 5. \| Jesús Blanco Villar TEK \| a 1' 21s \| \| 6. \| Iñaki Gastón KAS \| a 1' 24s \| \| 7. \| Reimund Dietzen TEK \| a 1' 25s \| \| 8. \| Martin Earley FAG \| a 1' 33s \| \| 9. \| Peio Ruiz Cabestany ORB \| a 1' 42s \| \| 10. \| Ángel Arroyo REY \| a 1' 46s \| |                         |             |
| 1. | Sean Kelly KAS          | 20h 21' 53s |
| 2. | Maurizio Rossi ECO      | a 18s       |
| 3. | Federico Etxabe TEK     | a 1' 08s    |
| 4. | Anselmo Fuerte ZOR      | a 1' 12s    |
| 5. | Jesús Blanco Villar TEK | a 1' 21s    |
| 6. | Iñaki Gastón KAS        | a 1' 24s    |
| 7. | Reimund Dietzen TEK     | a 1' 25s    |
| 8. | Martin Earley FAG       | a 1' 33s    |
| 9. | Peio Ruiz Cabestany ORB | a 1' 42s    |
| 10. | Ángel Arroyo REY        | a 1' 46s    |

| \| 1. \| Sean Kelly KAS 87 puntos \| \| \| 2. \| Frank Hoste FAG 39 puntos \| \| \| 3. \| Jesús Blanco Villar TEK 35 puntos \| \| |                                   |  |
| 1. | Sean Kelly KAS 87 puntos          |  |
| 2. | Frank Hoste FAG 39 puntos         |  |
| 3. | Jesús Blanco Villar TEK 35 puntos |  |

| \| 1. \| Iñaki Gastón REY 29 puntos \| \| \| 2. \| Marino Lejarreta ORB 17 puntos \| \| \| 3. \| Felipe Yáñez ZAH 15 puntos \| \| |                                |  |
| 1. | Iñaki Gastón REY 29 puntos     |  |
| 2. | Marino Lejarreta ORB 17 puntos |  |
| 3. | Felipe Yáñez ZAH 15 puntos     |  |

| \| 1. \| Sabino Angoitia ZAH 14 puntos \| \| \| 2. \| Roberto Gaggioli ECO 7 puntos \| \| \| 3. \| Maurizio Rossi ECO 6 puntos \| \| |                               |  |
| 1. | Sabino Angoitia ZAH 14 puntos |  |
| 2. | Roberto Gaggioli ECO 7 puntos |  |
| 3. | Maurizio Rossi ECO 6 puntos   |  |

| \| 1. \| Teka 61h 09' 33s \| \| \| 2. \| Ecoflam-Jolly a 1s \| \| \| 3. \| Kas a 47s \| \| |                    |  |
| 1.                                                                                         | Teka 61h 09' 33s   |  |
| 2.                                                                                         | Ecoflam-Jolly a 1s |  |
| 3.                                                                                         | Kas a 47s          |  |